# Captain Jack (banda)
Captain Jack és un duo musical d'eurodance alemany que el primer single va sortir a 1995.

## Història
Els seus membres (després del 2000) eren Francisco Alejandro Gutiérrez (nom artístic: Franky Gee), i Sunny. la primera cantant del grup a 1995 fou Liza Da Costa, substituïda a 1999 per María Lucía "Maloy" Lozanes, ella mateixa fou substituïda per Ilka-Anna-Antonia Traue (nom artístic: Illi Love) a 2001.

## Discografia
- The Mission (1996)
- Operation Dance (1997)
- The captain's Revenge (1999)
- Top Secret (2001)
- Party Warriors (2003)
- Cafe Cubar (2004)
- Music instructor (2005)
- Captain Jack is back (2008)
- Back To The Dancefloor (2010)